# Radball

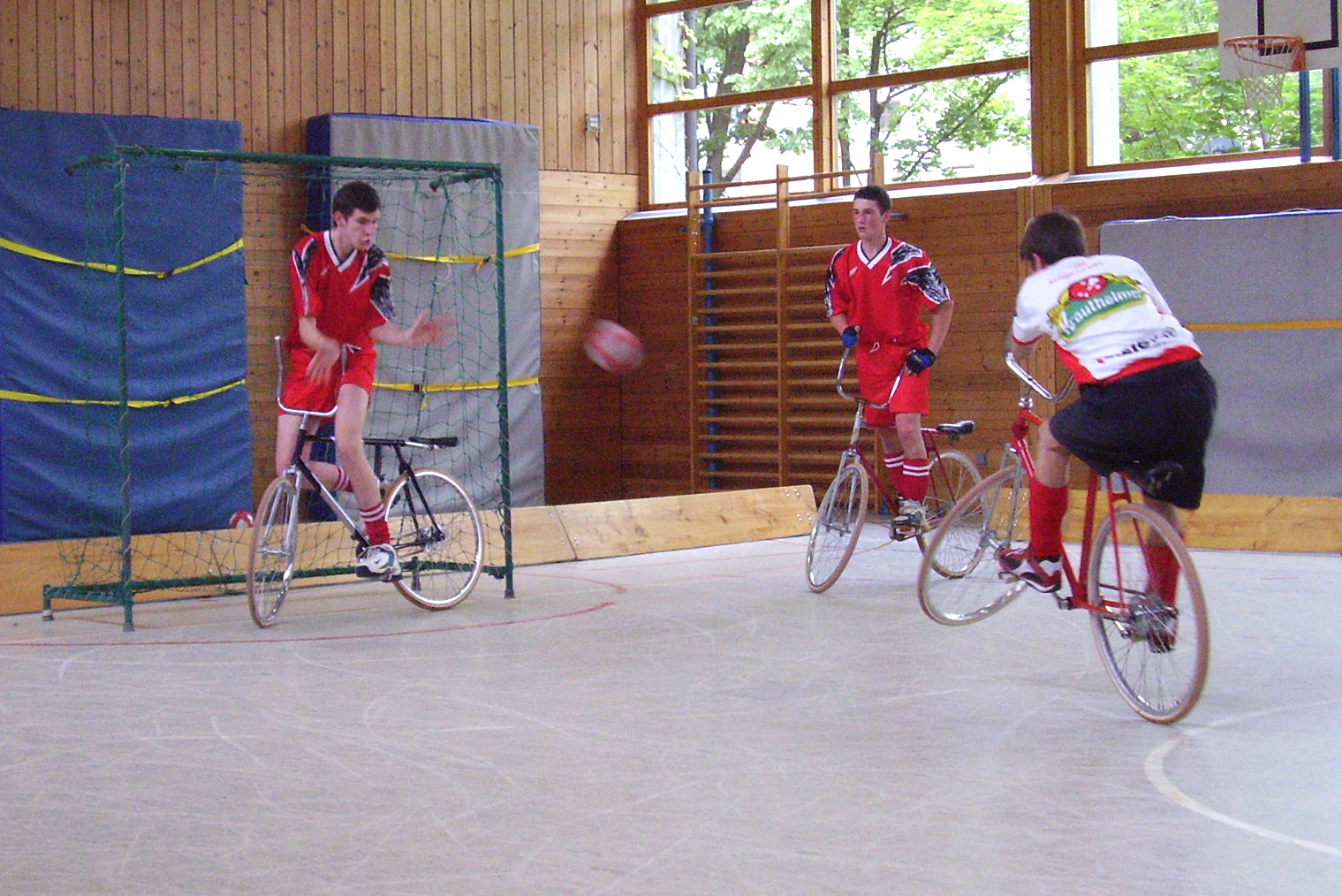
2er-Radball-Spiel, Ausführung eines Strafstoßes

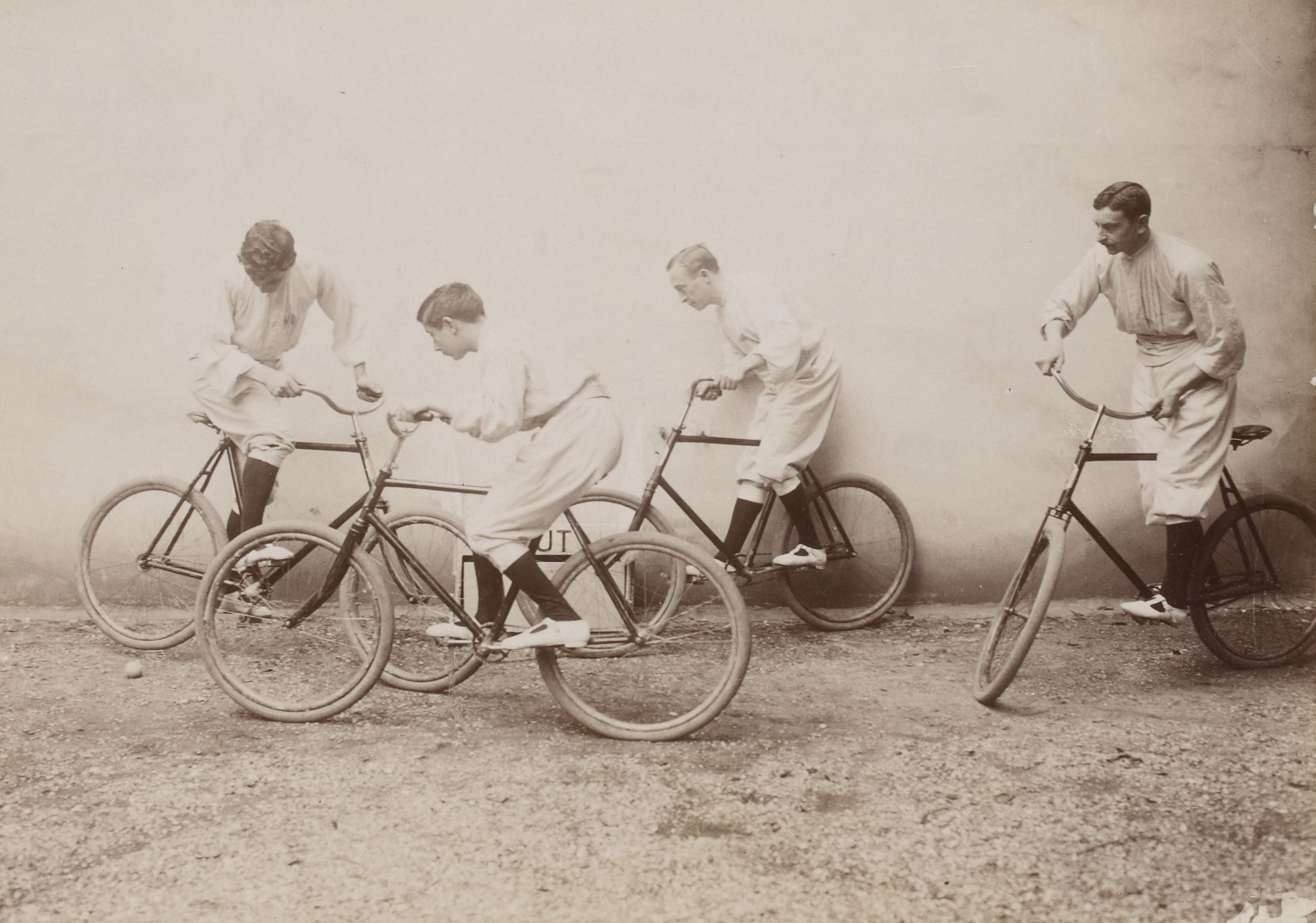
Radpolo 1898 ähnlich Radball, aber mit Polo Ball und ohne Schläger

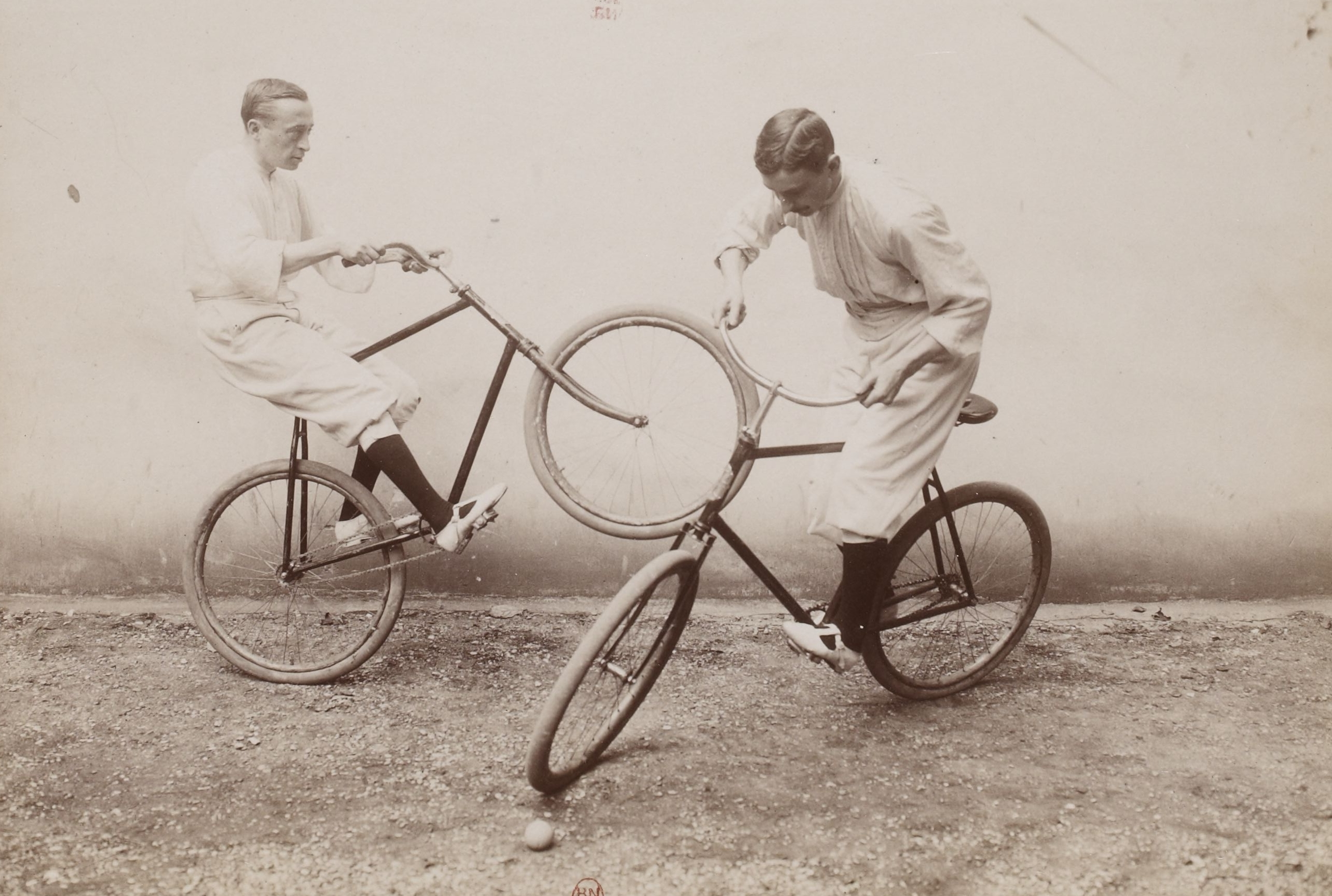

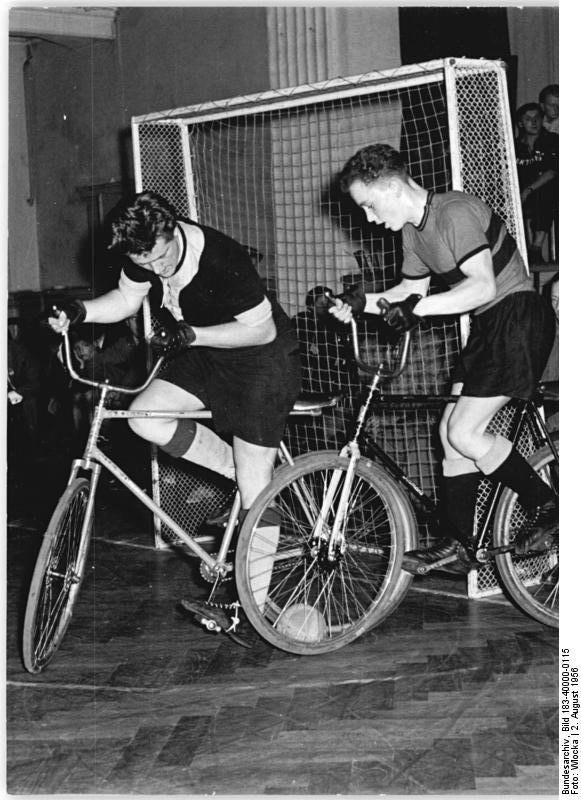
Radballturnier (1956)

Radball ist eine Radsportart, bei der mit speziellen Fahrrädern in Mannschaften auf Tore gespielt wird. Dabei wird der ca. 600 Gramm schwere Ball in der Regel mit dem Rad gespielt. Die meistverbreitete Art des Radballs ist der 2er-Radball. Es wird in der Halle gespielt und von zwei Mannschaften zu je zwei Spielern durchgeführt. Weitere Disziplinen sind 5er-Radball und 6er-Rasenradball. Während 5er-Radball auch in der Halle stattfindet, wird Rasenradball von Mannschaften mit je sechs Spielern auf Rasen gespielt.

## Entstehungsgeschichte des Radballspiels
Am Ende des 19. Jahrhunderts soll dem damals bekannten Kunstradfahrer Nick Kaufmann ein kleiner Hund vors Rad gelaufen sein. Um sich den Sturz und dem Tier eine Verletzung zu ersparen, beförderte er ihn sanft mit dem Vorderrad zur Seite. Daraus entstand die Idee des Radballs.
Diese Art und Weise einen Gegenstand zu befördern zeigte Kaufmann am 14. September 1883 gemeinsam mit John Featherly, einem anderen Kunstradfahrer, der Öffentlichkeit in Rochester. Anstatt eines Hundes nahmen sie einen Polo-Ball. Gespielt wurde dabei auf einer Art Hochrad, dem sogenannten American-Star-Bicycle.
In Amerika wurde die Sportart unter den Kunstradfahrern schnell populär und sie kam auch bald nach Europa. Dort waren offiziell die beiden Berliner Kunstradfahrer Paul und Otto Lüders die ersten beiden Radballspieler, die Radball am 10. März 1901 der deutschen Öffentlichkeit vorstellten.

## Spielarten und -regeln

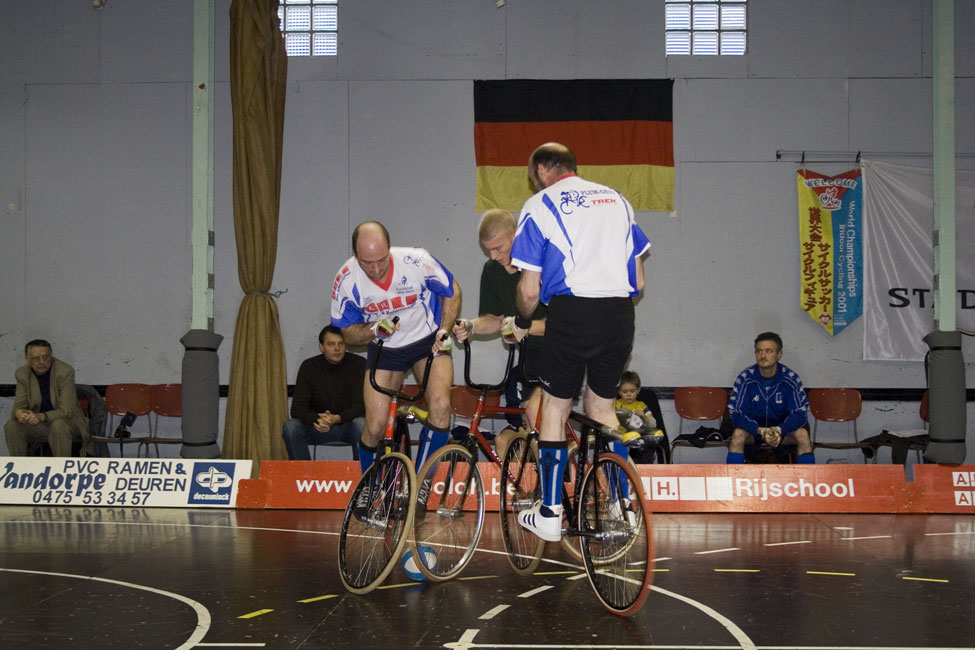
2er-Radball

- 2er-Radball (zwei Spieler je Team auf einem Spielfeld mit der Größe 11 × 14 m)
- 5er-Radball (fünf Spieler je Team auf der Größe eines Handballfeldes mit Handballtoren)
- 6er-Rasenradball (sechs Spieler je Team auf einem Fußball-Halbfeld mit einem Fußball der Größe 5)

Es entwickelten sich zuerst zwei Arten des Radballs. 2er-Radball in der Halle und 6er-Radball auf dem Rasen. In Deutschland wurde in den 1920er und 1930er Jahren auch 3er-Radball in der Halle gespielt. Heute ist diese Form nur noch als Trainingsvariante geläufig. 1930 wurden die ersten Weltmeisterschaften veranstaltet. Der Anstoß dazu kam aus Deutschland, das auch den ersten Titel im 2er-Radball gewann. Im 6er-Radball dagegen triumphierten die Franzosen im Finale über die Deutschen.
Das 5er-Radball entstand in den 1970er Jahren als Ausgleich zu den normalen Trainingseinheiten im 2er-Radball während C-Nationalkaderlehrgängen in Deutschland. Als Vorbild diente das damals beliebte 6er-Rasenradball. Die neue Spielform in der Halle wurde bald darauf sehr populär und wird auch heute im Wechsel mit der 2er-Saison gespielt.

### 2er-Radball

Das Spielfeld für 2er-Radball

Es spielen immer zwei Mannschaften gegeneinander, wobei jede Mannschaft aus zwei Spielern besteht. Die Spielzeit beträgt je nach Altersklasse zwei mal fünf Minuten bei den Schülern (U11), (U13), (U15) und (U17), zwei mal sechs Minuten bei den Junioren (U19) und bei den Erwachsenen zwei mal sieben Minuten.
Gespielt wird mit einem Ball, der einen Durchmesser von 17 bis 18 cm hat und 500 bis 600 g schwer ist. Gefüllt ist er mit Tierhaaren, meist mit Rosshaar. Das Spielfeld muss bei offiziellen internationalen Wettkämpfen 14 mal 11 Meter messen, kann aber bei nationalen Wettkämpfen in beide Richtungen um maximal zwei Meter verkleinert werden. Es ist mit einer 30 cm hohen schrägen Bande umgeben. Vor den 2 × 2 Meter großen Toren befindet sich der halbkreisförmige Strafraum mit 2 Meter Radius.
Es gibt feste Spielregeln. Man darf z. B. den Ball nicht spielen, solange nicht alle vier Extremitäten am Lenker bzw. auf den Pedalen sind. Nur dem Spieler im Tor ist das Halten der Torschüsse mit den Händen erlaubt, sofern er sich im Strafraum befindet und beide Füße auf dem Pedal sind. Wenn der Torhüter den Ball fängt, darf er den Ball jedoch nicht über die 4-Meter-Linie werfen. Es darf immer nur ein Spieler im eigenen Strafraum verteidigen.
Berührt ein Spieler während des Spieles den Boden oder lehnt sich z. B. am Pfosten an oder fährt hinter das gegnerische Tor, so ist er nicht mehr spielberechtigt. Er muss erst die verlängerte Torlinie seines eigenen Tores überfahren, um wieder den Ball berühren zu dürfen (das nennt man "Schlag" holen). Missachtet er diese Regel, wird der Verstoß im Feld mit einem Freistoß, im eigenen Strafraum mit einem 4-Meter-Strafschlag geahndet. Einen 4-Meter-Strafstoß kann es auch nach groben Foulspielen, beim Spielen des Balles mit der Hand außerhalb des 2-Meterkreises oder nach einem Abtreten und Weiterfahren geben. Befinden sich zwei Spieler des eigenen Teams im eigenen Strafraum (Kreis), gibt es ebenfalls 4 Meter.

Wer im gegnerischen Strafraum ohne Ball auftaucht, bekommt einen Freistoß gegen sich. Genauso ist es, wenn sich zwei Spieler einer Mannschaft im gegnerischen Strafraum befinden. Außerdem sollten knöchelhohe Schuhe und Stutzen (Kleidung) getragen werden und innerhalb des eigenen Teams müssen die gleichen Trikots getragen werden.

Typische Spielsituationen
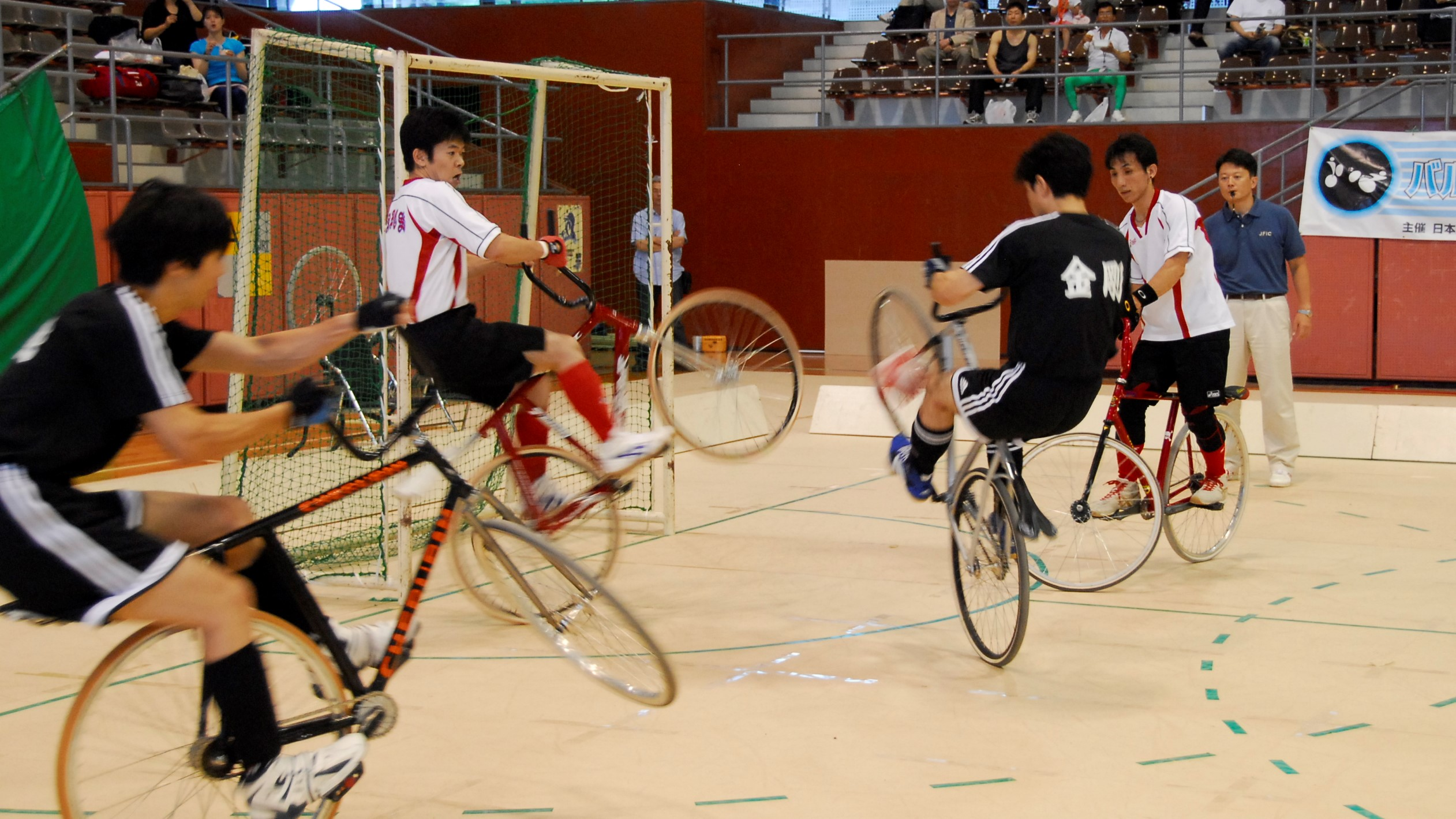
Eckball
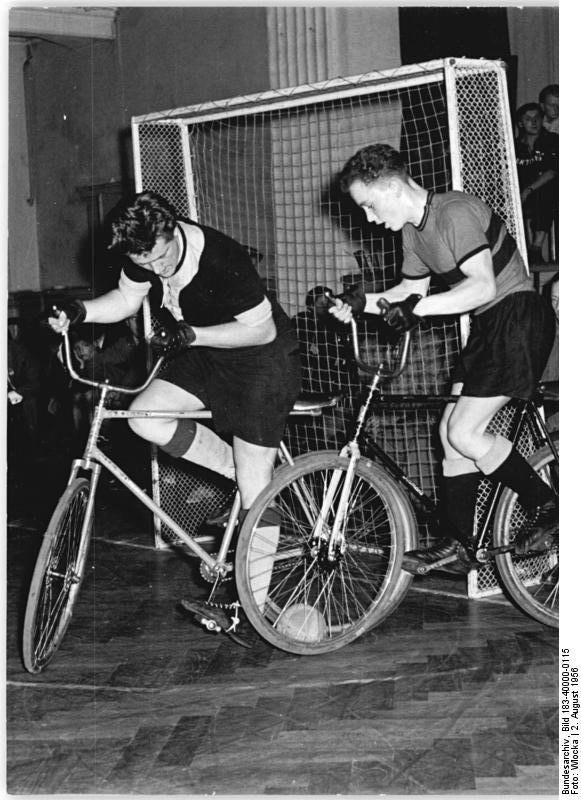
Kampf zweier Spieler im 2-Meterkreises (Strafraum)
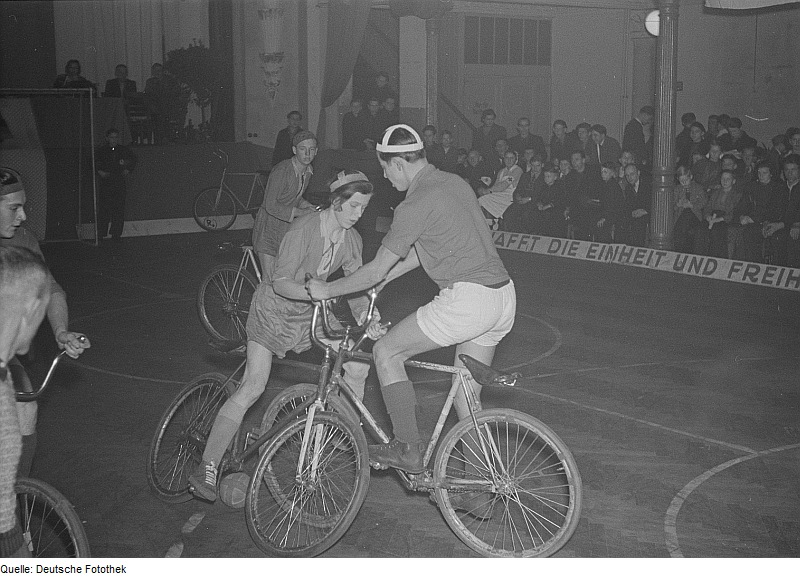
Spieler berührt während des Spieles den Boden und ist nicht mehr spielberechtigt

### 5er-Radball
Beim 5er Radball spielen jeweils fünf Spieler in einer Mannschaft. Einer von ihnen ist der Torwart und muss als solcher gekennzeichnet sein. Drei Auswechselspieler und ein Ersatztorwart können jeweils fliegend eingewechselt werden.
Die Spielzeit beträgt zwei mal 15 Minuten. Gespielt wird auf einem Handballfeld mit Handballtoren. An den Seitenlinien stehen wie beim 2er-Radball Banden.
Der Torhüter ist der einzige Spieler, welcher im eigenen Strafraum den Ball mit der Hand spielen darf. Maximal drei Spieler jeder Mannschaft dürfen sich gleichzeitig im Strafraum aufhalten. Bei der abwehrenden Mannschaft ist dies meist der Torwart und zwei Feldspieler. Verstöße werden mit einem 7-Meter-Strafschlag bzw. einem Freistoß geahndet.
Wenn ein Spieler den Boden berührt, ist er auch beim 5er-Radball zunächst nicht mehr spielberechtigt, er muss jedoch nicht wie beim 2er-Radball hinter die eigene Torauslinie fahren, sondern sich lediglich vier Meter vom Ball entfernen.
Foulspiele werden seltener mit gelben und roten Karten geahndet, wobei eine gelbe Karte immer eine 2-Minuten-Strafe mit sich bringt. Meist werden nur 2-Minuten-Strafen ohne gelbe Karte verhängt. Zwei gelbe Karten ergeben Gelb-Rot was für den Spieler das Ausscheiden für dieses Spiel bedeutet.
Freistöße innerhalb des Strafraumes werden indirekt ausgeführt. Außerhalb dürfen sie auch direkt verwandelt werden.
Deutscher Rekordmeister sind mit jeweils elf Titeln der RV Gärtringen und der RSV Waldrems.
Amtierender deutscher Meister ist seit 2017 der RSV Waldrems. 2023 holte der RSV Waldrems den sechsten Titel in Folge.

## Spezialfahrrad

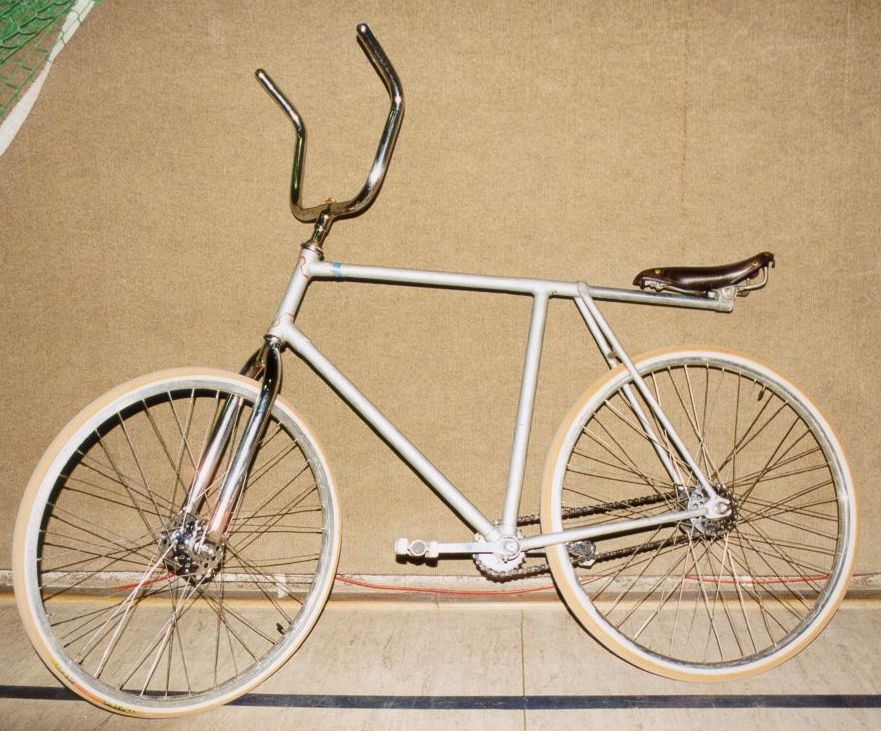
Radball-Rad

Das für diesen Sport modifizierte Fahrrad mit 22, 24 oder 26 Zoll Felgengröße ist durch seine starre Übersetzung auf die starre Nabe, den speziellen Lenker und eine lange waagerechte Sattelstütze gekennzeichnet. Die starre Übersetzung der Trittbewegungen auf das Hinterrad ermöglichen das Rückwärtsfahren und das Stehen im Tor. 
Der schmale Sattel liegt etwa 10 cm über dem Hinterrad, mit seiner Spitze dabei über der Hinterradachse und verläuft waagerecht weiter nach hinten. Hinten am Sattel sitzt ein Radballer nur kurz zum Ausruhen, sonst eher nur andeutungsweise auf der eventuell verdickt ausgeführten Sattelstütze. 
Für vorwärtsbeschleunigenden Antritt bleibt der Radballer tief und zieht sich nahe zu den hohen Lenkergriffholmen nach vorne, um das Vorderrad am Boden zu halten. Der Lenker bildet ein 30 bis 35 cm schmales senkrecht stehendes "U", dessen obere Schenkelhälften mit einem Knick um 45° schräg nach vorne laufen. Sitzend wird das U unter dem Knick gehalten, stehend darüber. 
Sowohl vorne als auch hinten wird über den Ball gesprungen, gespielt wird er vor allem mit dem unteren hinteren Teil des Vorderrades. Als Fahrradbereifung werden Schlauchreifen benutzt. Ein Radball-Rad kostet, je nach Hersteller, etwa 1500 bis 2800 Euro.

## Ball

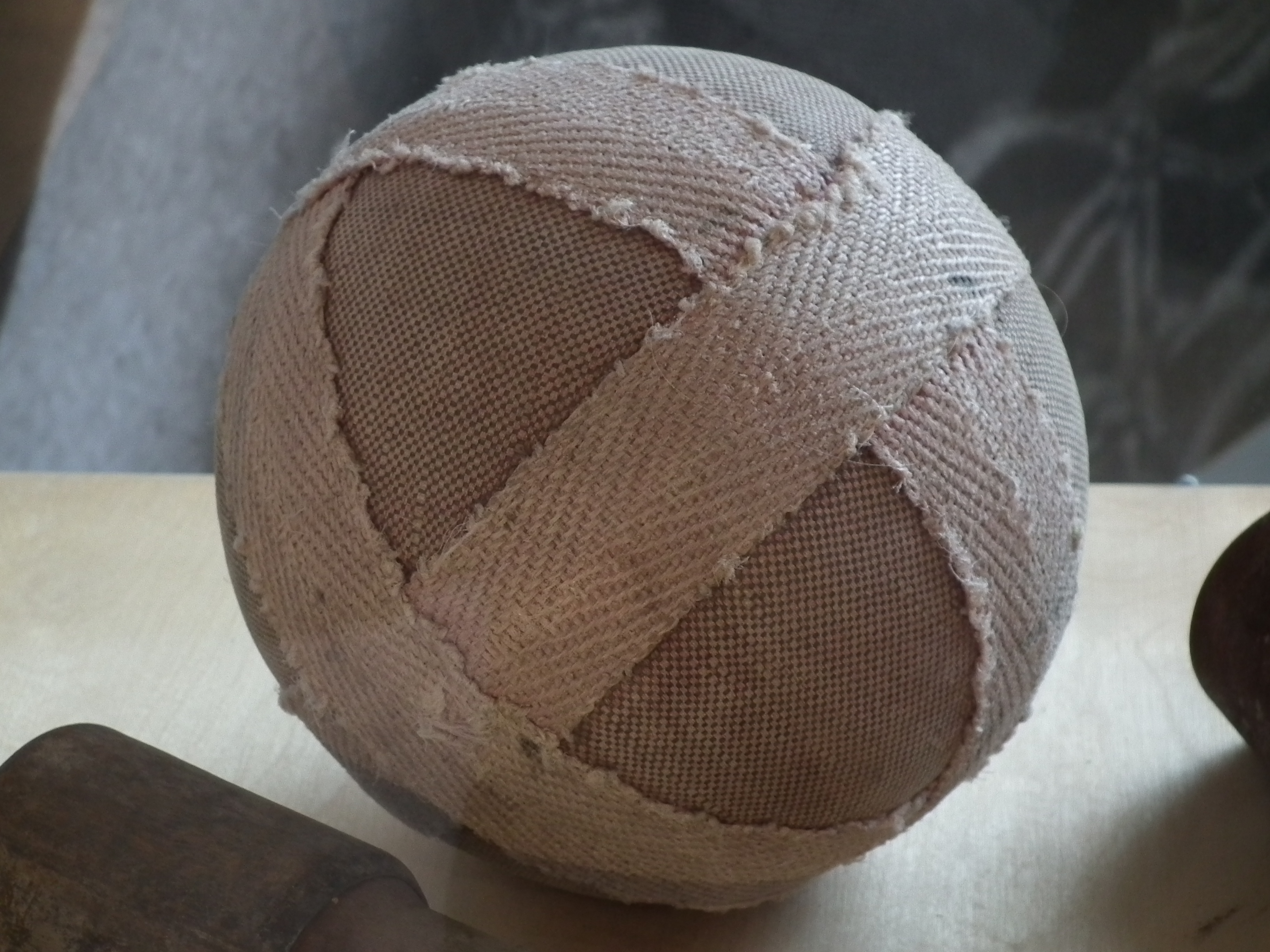
Der Ball ist gefüllt mit Tierhaaren, meist mit Rosshaar und springt daher fast nicht.

Der runde Ball ist etwa 500 bis 600 g schwer und besteht im Kern aus gepresstem Tierhaaren, meist Rosshaar und springt daher fast nicht. Er ist mit hellem Stoff überzogen und trägt aufgenäht drei breite textile Bandagen, meridional über Kreuz. Im Spiel erreicht er bis zu 90 km/h und kann blaue Flecken und Prellungen verursachen.
Für die Art des Fortbewegens bzw. Schießens des Balles sind die drei Begriffe „Schlagen“, „Schlenzen“ oder „Schöpfen“ gebräuchlich.

## Sonstiges
Der Sport durfte früher in den Nationalligen nur von Männern ausgeübt werden. Frauen haben heute die Möglichkeit, aktiv Radball zu spielen und sind zunehmend in Mannschaften vertreten. Seit 2023 wird aufgrund des Mangels an Staffeln auf Landesebene ein Bundespokal der Frauen in Deutschland ausgetragen, um die Ausübung des Sports für Frauen weiter zu fördern. 
Der Sieg des Radball Frauen-Bundespokals qualifiziert das Team zur Teilnahme an den Hallenradsport-Weltmeisterschaften im Radball der Frauen.
Es wird jedes Jahr ein Weltmeister gekürt. Die Weltmeisterschaft findet turnusgemäß immer im November statt. Rekordweltmeister mit 20 Titeln sind die Gebrüder Pospíšil aus der Tschechoslowakei.
Als deutsche Topspieler haben sich die Brüder Steinmeier aus Lemgo und die Brüder Jürgen und Werner King aus Lauterbach (Schwarzwald) in den 1980er und 1990er Jahren etabliert. Die bekanntesten Radballspieler aus den 1970er und 1980er Jahren in der DDR waren Günter Hoffmann und Joachim (Boxer) Wiesner aus Großkoschen mit zwölf Titelgewinnen bei den DDR-Meisterschaften. 
2005 wurden die Brüder Pfaffenberger aus Sangerhausen in Freiburg Weltmeister, 2006 und 2007 Thomas Abel und Christian Heß aus Mainz-Hechtsheim. Ebenfalls zur deutschen Radballelite zählen die Bundesligateams aus Ginsheim, Gärtringen, Darmstadt-Eberstadt, Ehrenberg (Altenburg), Stein und Obernfeld. Ende der 1970er Jahre dominierten in Westdeutschland die Vereine RSV 1904 Mainz-Kostheim und der RC Teutonia Krofdorf-Gleiberg das Geschehen.
Die erfolgreichsten Teams des 5er-Radballs kommen vom RVW Naurod, RV Gärtringen und RSV Waldrems. 5er-Radball wird überwiegend in Deutschland in organisierten Ligen gespielt. Jährlich finden hier auch auf Länderebene Wettbewerbe statt.
In Deutschland sind die meisten Radballvereine über den Bund Deutscher Radfahrer organisiert. Nur noch wenige, bereits sehr lang bestehende Vereine gehören zum Rad- und Kraftfahrerbund Solidarität. Der ältere Verband der RKB Solidarität pflegt den 6er Rasenradball noch. Die deutsche Meisterschaft im 6er-Rasenradball steht aber allen Mannschaften offen, die in einem der beiden Verbände gemeldet sind.
Die erfolgreichsten 6er-Teams sind RKB Bille-Hamburg, RMSC Rüsselsheim und die RKB Solidarität Bischberg. Der amtierende Deutsche Meister ist die Mannschaft der RMSV Düsseldorf.
Am 6. und 7. August 2016 wurde die deutsche Meisterschaft im 6er Rasenradball in Roth-Bernlohe ausgetragen.

## Europa- und Weltmeister 2er-Radball
1927 bis 1929 fanden jährlich Europameisterschaften statt, die 1930 durch Weltmeisterschaften abgelöst wurden.
Wie bei den anderen UCI-Weltmeisterschaften treten auch bei der Radball-WM die Teilnehmer für ihren nationalen Radsportverband an. Pro Verband ist nur ein Team zugelassen. Der Sieger der Weltmeisterschaft hat das Recht bzw. die Pflicht, ein Jahr lang bei allen offiziellen Turnieren das „Regenbogentrikot“ zu tragen.
Rekordsieger sind die Gebrüder Pospíšil aus der Tschechoslowakei mit 20 Titeln. Amtierende Weltmeister 2023 sind André Kopp und Raphael Kopp vom RV Stahlross Obernfeld.

## Weltmeister 6er-Rasenradball
| Jahr | Land        | Mannschaft                                          |
| ---- | ----------- | --------------------------------------------------- |
| 1930 | Frankreich  |                                                     |
| 1931 | Deutschland |                                                     |
| 1932 | Deutschland | RV Wanderlust 05 Frankfurt aus Frankfurt-Bockenheim |
| 1933 | Schweiz     | RV Winterthur                                       |
| 1934 | Deutschland | RV Wanderlust 05 Frankfurt aus Frankfurt-Bockenheim |
| 1935 | Deutschland | RV Wanderlust 05 Frankfurt aus Frankfurt-Bockenheim |

## Radball-Weltcup
Der Radball-Weltcup ist eine seit 2002 von der UCI ausgetragene Turnier-Serie im 2er-Radball. Der Weltcup-Sieg ist nach der Weltmeisterschaft der zweitwichtigste Titel im Radball. 
Darüber hinaus werden Weltcup-Siege in Punkten gewertet, welche dafür ausschlaggebend sind, welche Mannschaft eines Landes bei der Weltmeisterschaft antreten darf.